# Doornstraat (Antwerpen)
De Doornstraat is een straat in de Belgische stad Antwerpen, district Wilrijk. De straat loopt van de Bist in het noorden tot aan de Groeningenlei in het zuiden. Een groot deel van de Doornstraat is onderdeel van de N106.
De straat wordt in 1374 voor het eerst vermeld.
Aan de Doornstraat staat de hoeve 'De tien linden'. Deze uit 1857 daterende boerderij is een monument.
Op nummer 390 stond een 19e-eeuwse servituutwoning. Dit huis stond in het schootsveld van de forten rondom Antwerpen, en was in hout opgetrokken zodat het in geval van oorlog snel afgebroken kon worden. De woning is niet bewaard gebleven.
In de straat liggen ook de voetbalvelden van Koninklijke Olvac en het sportcentrum Mariënborgh.